# Manuel Heitor
Manuel Frederico Tojal de Valsassina Heitor (ur. 21 września 1958 w Lizbonie) – portugalski inżynier i nauczyciel akademicki, profesor, w latach 2015–2022 minister nauki, technologii i szkolnictwa wyższego.

## Życiorys
Absolwent szkoły inżynierskiej Instituto Superior Técnico (IST) wchodzącej w skład Uniwersytetu Technicznego w Lizbonie. Doktoryzował się w 1985 w Imperial College London w zakresie inżynierii mechanicznej, a rok później ukończył studia podyplomowe na University of California, San Diego. Zawodowo związany z ITS, gdzie doszedł do stanowiska profesora, a także dyrektora centrum innowacji, technologii i rozwoju. W latach 1993–1998 był zastępcą dyrektora Instituto Superior Técnico. Prowadził badania i wykłady również na uczelniach amerykańskich (w tym na Uniwersytecie Harvarda).
W latach 2005–2011 zajmował stanowisko sekretarza stanu w ministerstwie nauki, technologii i szkolnictwa wyższego w gabinetach, którymi kierował José Sócrates. W listopadzie 2015 stanął na czele tego resortu w rządzie Antónia Costy. Utrzymał tę funkcję w utworzonym w październiku 2019 drugim gabinecie dotychczasowego premiera. Zakończył urzędowanie w marcu 2022.